# Soul Food (album)
Pour les articles homonymes, voir Soul Food.
Albums de Def Jef
Just a Poet with a Soul
(1989)
Singles
1. Here We Go Again
Sortie : 1991
2. Cali's All That
Sortie : 1992

Soul Food est le deuxième et dernier album studio de Def Jef, sorti le 3 septembre 1991.
L'album s'est classé 4e au Billboard 200.

## Liste des titres
| No  | Titre                                                                                      | Contient un (des) sample(s) de | Durée |
| --- | ------------------------------------------------------------------------------------------ | --- | ----- |
| 1.  | A Poet's Prelude (Produit par Def Jef)                                                     | Poet de Sly & the Family Stone | 1:43  |
| 2.  | Get Up 4 the Get Down (Produit par Def Jef)                                                | Two Sisters of Mystery de Mandrill | 3:46  |
| 3.  | Soul Provider (Produit par DJ Mark the 45 King)                                            | | 4:00  |
| 4.  | Here We Go Again (Produit par Def Jef)                                                     | Here We Go (Live at the Funhouse) de Run–D.M.C. Children's Story de Slick Rick N.T. de Kool & the Gang | 4:09  |
| 5.  | Cali's All That (featuring Tone Loc – Produit par Def Jef, Matt Dike et Michael Ross)      | Bon Bon Vie (Gimme the Good Life) de T.S. Monk 8th Wonder du Sugarhill Gang West Coast Poplock de Ronnie Hudson & The Street People Itsy Bitsy Teenie Weenie Yellow Polkadot Bikini de Brian Hyland I Know You Got Soul d'Eric B. & Rakim                         | 4:52  |
| 6.  | Brand New Heavy Freestyle (featuring Brand New Heavies – Produit par Brand New Heavies)    | | 4:54  |
| 7.  | Soul Is Back (Produit par Def Jef)                                                         | Roots Mural Theme de Quincy Jones Drumbeat de Jim Ingram I Believe in Miracles des Jackson Sisters Blow Your Head de Fred Wesley and The J.B.'s The Originator de Nuroy et U Roy Fantastic Freaks at the Dixie de DJ Grand Wizard Theodore and The Fantastic Five | 4:51  |
| 8.  | Shadow of Def (Produit par Def Jef)                                                        | Funky Drummer de James Brown | 4:18  |
| 9.  | Fa Sho Shot (Produit par Def Jef, Matt Dike et Michael Ross)                               | (Every Time I Turn Around) Back in Love Again de L.T.D. Shack Up de Banbarra Burn Rubber on Me (Why You Wanna Hurt Me) du Gap Band | 4:45  |
| 10. | Don't Sleep (Open Your Eyes) (Produit par DJ Mark the 45 King)                             | | 3:30  |
| 11. | Soul Food (A Hip Hop Duet) (featuring Funkytown Pros – Produit par Def Jef et Devastatin') | The Thrill Is Gone de B. B. King Think (About It) de Lyn Collins | 4:38  |
| 12. | Voice of a New Generation (Produit par Def Jef)                                            | | 5:44  |
| 13. | God Complex (Produit par Def Jef)                                                          | The Revolution Will Not Be Televised de Gil Scott-Heron | 4:07  |